# Orsodacne humeralis

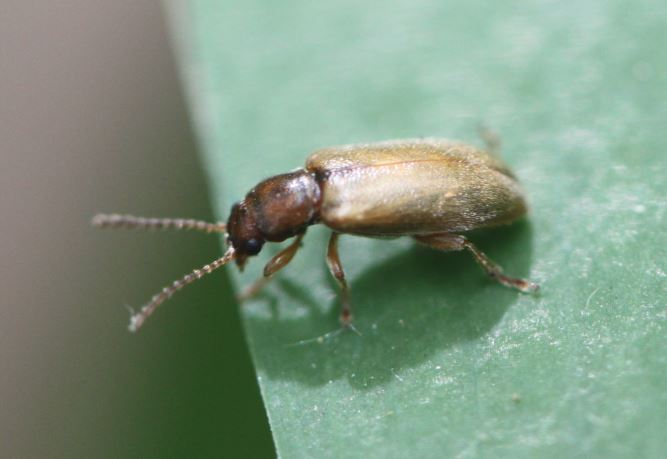

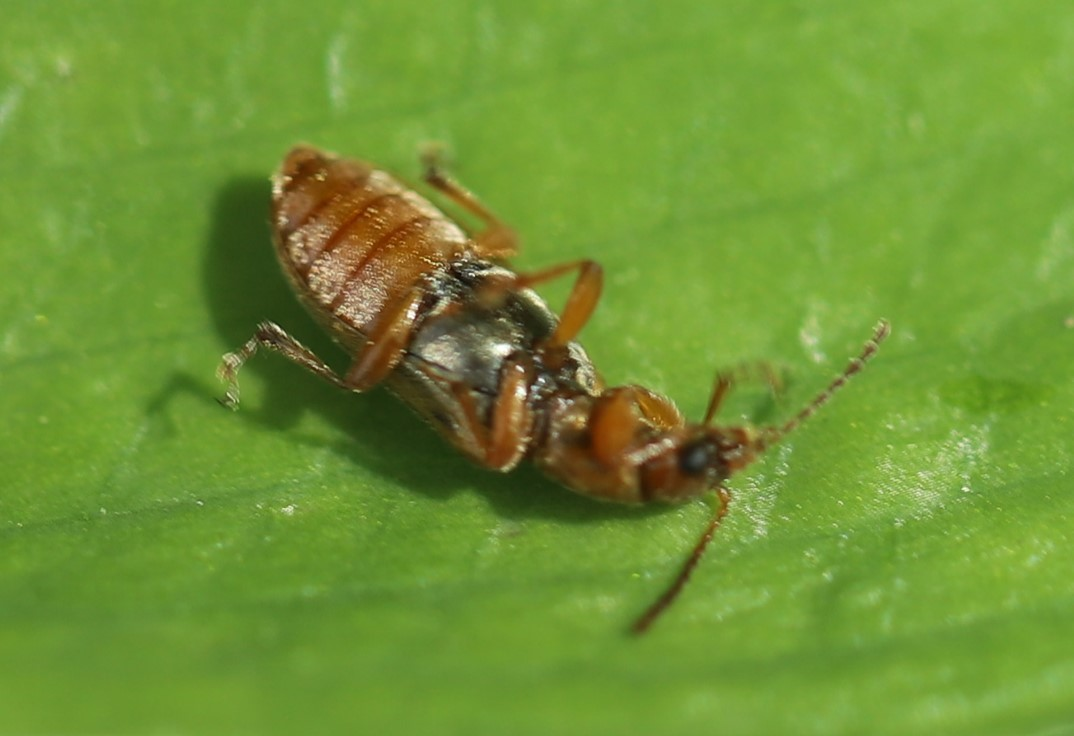

Orsodacne humeralis ist ein Käfer aus der Familie Orsodacnidae.

## Merkmale
Die Käfer werden 4,4 bis 7,9 Millimeter lang. Ihre Färbung ist sehr variabel und reicht von gelb über braun bis schwarz. Dabei können Halsschild und Flügeldecken eine unterschiedliche Farbe aufweisen. Im Falle heller Flügeldecken sind diese entlang der Flügeldeckennaht meist dunkler. Die Männchen sind gewöhnlich dunkler gefärbt als die Weibchen. Die Käfer besitzen eine dichte weiße Behaarung. Der Halsschild ist herzförmig mit glatten Seitenrändern. Das zweite und dritte Fühlerglied ist etwa gleich lang.
Es werden mindestens vier Formen unterschieden:
- Orsodacne humeralis var. coerulescens Duftschmidt
- Orsodacne humeralis var. flava Csiki
- Orsodacne humeralis var. nigriceps Latreille
- Orsodacne humeralis var. nigricollis Olivier

## Ähnliche Arten
- Orsodacne cerasi – keine dichte weiße Behaarung; das dritte Fühlerglied ist merklich länger als das zweite.

## Verbreitung
Die Art kommt in der westlichen Paläarktis vor. In Europa ist die Art in Südeuropa sowie im südlichen Mitteleuropa verbreitet. In Deutschland reicht das Vorkommen im Norden bis nach Thüringen und bis zum Harz. In England kommt die Art im Süden und Südosten vor. Außerhalb von Europa erstreckt sich das Verbreitungsgebiet bis in das westliche Nordafrika (Marokko) sowie in den Mittleren Osten (Iran).

## Lebensweise
Die Käfer beobachtet man an verschiedenen Bäumen, Sträuchern und krautigen Pflanzen, insbesondere Weißdorne (Crataegus), Birken und Zypressen. Die Käfer fliegen von April bis August. Als Wirtspflanzen gelten Weißdorne (Crataegus), Mispeln (Mespilus) und Birnen (Pyrus) sowie die Gattung Prunus. Es wird vermutet, dass die Art im ersten Larvenstadium überwintert.

## Taxonomie
In der Literatur finden sich folgende Synonyme:
- Orsodacne lineola (Panzer, 1795)
- Crioceris lineola Panzer, 1795 nec Fabricius, 1781